# Bougainvillia bitentaculata
Bougainvillia bitentaculata is een hydroïdpoliep uit de familie Bougainvilliidae. De poliep komt uit het geslacht Bougainvillia. Bougainvillia bitentaculata werd in 1925 voor het eerst wetenschappelijk beschreven door Uchida. 